# 버스터-쟁글 작전

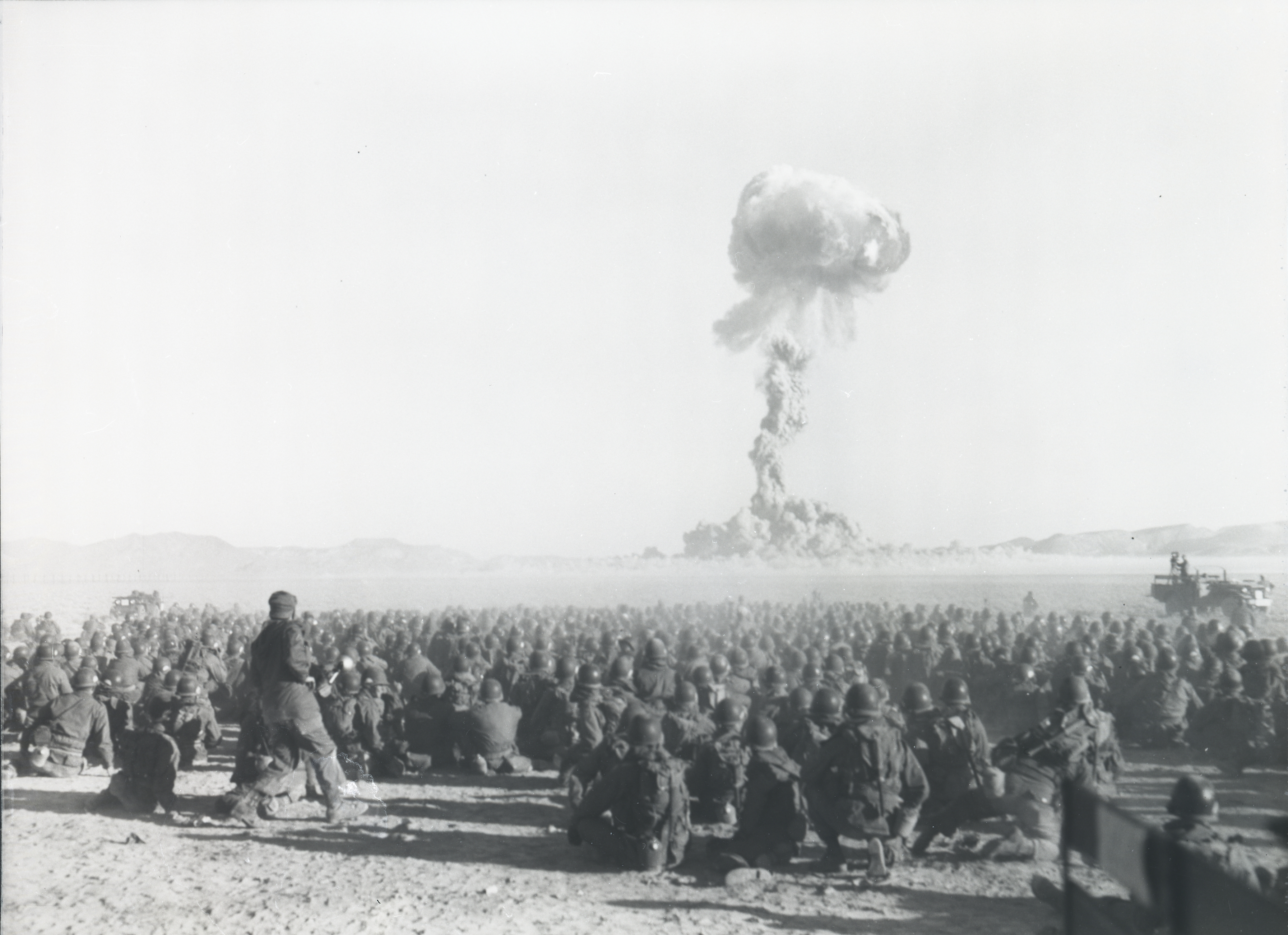
버스터 도그 테스트 중 사막 바위 I 훈련

버스터-쟁글 작전(영어: Operation Buster–Jangle)은 1951년 말 네바다 핵 실험장에서 미국이 수행한 7회(대기 6회, 분화구 1회)의 핵무기 실험 시리즈이다. 버스터-쟁글은 미 국방부 (버스터 작전)와 로스앨러모스 국립 연구소 (쟁글 작전) 간의 첫 번째 합동 실험 프로그램이었다. 버스터 작전의 일환으로, 6,500명의 병력이 실험과 연계하여 사막 바위 I, II, III 작전 훈련에 참여했다. 마지막 두 실험인 쟁글 작전은 저위력 핵 장치의 분화 효과를 평가했다. 이 시리즈는 텀블러-스내퍼 작전에 앞서고 그린하우스 작전 다음에 이어졌다.

## 미 지상군 참여
4개의 미 육군 부대가 핵무기 폭발 후 전투 기동을 위해 버스터-쟁글 "도그" 작전 실험에 참여했다. 이 부대들은 다음과 같이 구성되었다:
1. 제11공수사단 제188공수보병연대 제1대대
2. 제188공수군의무중대 제3군의무소대
3. 제127공병대대 A중대 소대
4. 제546야전포병대대 C포대

인원들은 폭발 지역 남쪽 11km 지점에 방어 진지를 구축하고 참호와 포대를 만들도록 지시받았다. 핵폭탄이 폭발한 후, 병력은 영향을 받은 지역으로 전진하라는 명령을 받았다. 지상 0점에 더 가까이 이동하면서, 병력은 실험 준비를 위해 배치된 요새에 대한 핵무기의 효과를 목격했다. 지상군은 지상 0점에서 900미터까지 접근한 후 해당 지역에서 벗어나라는 지시를 받았다. 인적 자원 연구 사무소는 이러한 폭발을 목격하고 영향을 받은 지역으로 더 가까이 이동한 후 병력의 심리적 경험에 대한 데이터를 수집하는 임무를 맡았다.

### 방사선 방호 기준
버스터-쟁글 작전 시리즈 실험을 위해 원자력위원회는 군대나 민간인을 전리 방사선의 유해한 영향에 노출시킬 경우 준수해야 할 일련의 기준을 만들었다.
- 방향 설정 및 적절한 방사선 훈련
- 인원에게 선량계 분배
- 방사선 방호 장비 및 의류 사용
- 방사선 수준의 적극적인 모니터링
- 훈련에 참여하는 인원 브리핑
- 방사능 잔해 제염

훈련에 참여한 대부분의 인원은 약 3 R의 방사선량을 받았으며, 조종사는 평균 3.9 R을 받았다. 이러한 추정치는 수년간 국방부가 제공한 데이터에 따라 달라진다.
| 이름   | 날짜 및 시간 (UT)           | 현지 시간대  | 위치                                                                           | 표고 + 높이                            | 전달 방식, 목적        | 장치                 | 핵출력  | 낙진                                  | 참고                                | 비고 |
| ------ | --------------------------- | ------------ | ------------------------------------------------------------------------------ | -------------------------------------- | ---------------------- | -------------------- | ------- | ------------------------------------- | ----------------------------------- | --- |
| 에이블 | 1951년 10월 22일 14:00:00.0 | PST (−8 hrs) | NTS 구역 7 북위 37° 05′ 02″ 서경 116° 01′ 29″ / 북위 37.0838° 서경 116.0248°   | 1,280 m (4,200 ft) + 30 m (98 ft)      | 타워, 무기 개발        | Mk-6 "푸니 플루토늄" | 0.05 kt |                                       | [ 3 ] [ 4 ] [ 5 ] [ 6 ] [ 7 ]       | 최소 질량 설계, 실패 (핵출력 "1파운드 미만"); 그러나 유효한 플루토늄 질량의 하한을 제시했다. 10월 19일 시도는 제어 배선 문제로 실패했다.           |
| 베이커 | 1951년 10월 28일 15:20:08.9 | PST (−8 hrs) | NTS 구역 7 북위 37° 05′ 06″ 서경 116° 01′ 15″ / 북위 37.085° 서경 116.0209°    | 1,280 m (4,200 ft) + 340 m (1,120 ft)  | 자유 낙하, 무기 개발   | Mk-4 "LT"            | 3.5 kt  | I-131 배출 감지, 600 kCi (22,000 TBq) | [ 3 ] [ 4 ] [ 5 ] [ 6 ] [ 8 ]       | 우라늄 템퍼 없음. |
| 찰리   | 1951년 10월 30일 15:00:29.8 | PST (−8 hrs) | NTS 구역 7 북위 37° 05′ 06″ 서경 116° 01′ 16″ / 북위 37.085° 서경 116.0211°    | 1,280 m (4,200 ft) + 350 m (1,150 ft)  | 자유 낙하, 무기 개발   | Mk-4 "PC"            | 14 kt   | I-131 배출 감지, 2 MCi (74 PBq)       | [ 3 ] [ 4 ] [ 5 ] [ 6 ] [ 8 ]       | |
| 도그   | 1951년 11월 1일 15:30:01.6  | PST (−8 hrs) | NTS 구역 7 북위 37° 05′ 05″ 서경 116° 01′ 14″ / 북위 37.0847° 서경 116.0206°   | 1,280 m (4,200 ft) + 430 m (1,410 ft)  | 자유 낙하, 무기 개발   | Mk-4 "NF"            | 21 kt   | I-131 배출 감지, 3.1 MCi (110 PBq)    | [ 3 ] [ 4 ] [ 5 ] [ 6 ] [ 8 ]       | 사막 바위 I, 낙진 없음 (공중 폭발). 병력은 6마일 떨어진 관측 지점에서 방어 진지로 트럭으로 이동하여 기동을 수행했다.                               |
| 이지   | 1951년 11월 5일 16:29:58.2  | PST (−8 hrs) | NTS 구역 7 북위 37° 05′ 31″ 서경 116° 01′ 31″ / 북위 37.0919° 서경 116.0253°   | 1,280 m (4,200 ft) + 400 m (1,300 ft)  | 자유 낙하, 무기 개발   | TX-7E                | 31 kt   | I-131 배출 감지, 4.6 MCi (170 PBq)    | [ 3 ] [ 4 ] [ 5 ] [ 6 ] [ 8 ]       | 전술 핵무기의 첫 번째 실험. B-45 토네이도에서 공중 투하.                                                                                           |
| 슈가   | 1951년 11월 19일 16:59:59.7 | PST (−8 hrs) | NTS 구역 9 북위 37° 07′ 53″ 서경 116° 02′ 22″ / 북위 37.13151° 서경 116.03947° | 1,280 m (4,200 ft) + 1.1 m (3 ft 7 in) | 건조 지표면, 무기 효과 | Mk-6 "조니"          | 1.2 kt  | I-131 배출 감지, 170 kCi (6,300 TBq)  | [ 3 ] [ 4 ] [ 5 ] [ 6 ] [ 8 ] [ 9 ] | "지표면" 폭발. 미국 본토 역사상 리틀 펠러 I & II 사막 바위 II와 함께 유일한 진정한 지표면 폭발; 오염 때문에 거리를 두고 기동 수행.                 |
| 엉클   | 1951년 11월 29일 19:59:59.7 | PST (−8 hrs) | NTS 구역 10 북위 37° 10′ 11″ 서경 116° 02′ 36″ / 북위 37.1697° 서경 116.0434°  | 1,283 m (4,209 ft) - 5 m (16 ft)       | 분화구, 무기 효과      | Mk-6 "프랭키"        | 1.2 kt  | I-131 배출 감지, 170 kCi (6,300 TBq)  | [ 3 ] [ 4 ] [ 5 ] [ 6 ] [ 8 ]       | 23kt 지상 관통 무기를 시뮬레이션하기 위한 분화구 폭발. 사막 바위 III, 5마일 거리에서 관측, 기동 시 거리 유지. 폭발 1시간 후 GZ 근처에서 5000 R/Hr. |

1. ↑  미국, 프랑스, 영국은 실험 이벤트에 코드명을 붙였지만, 소련과 중국은 코드명을 붙이지 않아 실험 번호만 사용했다(소련의 평화적 폭발은 예외적으로 이름이 붙음). 이름이 고유명사가 아닌 경우 괄호 안의 영어 번역. 숫자 뒤에 대시가 붙은 것은 일제 사격 이벤트의 일부를 나타낸다. 미국은 가끔 그러한 일제 사격 실험에서 개별 폭발에 이름을 붙이기도 하는데, 이 경우 "이름1 – 1(이름2 포함)"이 된다. 실험이 취소되거나 중단된 경우, 날짜 및 위치와 같은 행 데이터는 알려진 경우 의도된 계획을 공개한다.
2. ↑  UT 시간을 표준 현지 시간으로 변환하려면, 괄호 안의 시간을 UT 시간에 더하고; 현지 일광 절약 시간의 경우 한 시간을 더 추가한다. 결과가 00:00보다 이르면 24시간을 더하고 날짜에서 1을 뺀다; 24:00 이후이면 24시간을 빼고 날짜에 1을 더한다. 역사적 시간대 데이터는 IANA 시간대 데이터베이스에서 얻었다.
3. ↑  대략적인 지명 및 위도/경도 참조; 로켓 발사 실험의 경우, 알려진 경우 폭발 위치 전에 발사 위치가 지정된다. 일부 위치는 매우 정확하며; 다른 위치(예: 공중 투하 및 우주 폭발)는 상당히 부정확할 수 있다. "~"는 해당 지역의 다른 실험과 공유되는 대략적인 형식적 위치를 나타낸다.
4. ↑  표고는 해발면을 기준으로 폭발 지점 바로 아래의 지표면 높이; 높이는 탑, 풍선, 수직갱, 터널, 공중 투하 또는 기타 장치에 의해 추가되거나 빼진 추가 거리이다. 로켓 폭발의 경우 지표면은 "N/A"이다. 어떤 경우에는 높이가 절대적인지 지표면에 대한 상대적인지 불분명하다(예: 플럼밥/존). 숫자나 단위가 없으면 값이 알려지지 않았음을 나타내고, "0"은 0을 의미한다. 이 열의 정렬은 표고와 높이를 합한 값으로 한다.
5. ↑  대기, 공중 투하, 풍선, 총, 순항 미사일, 로켓, 지표면, 타워, 바지선은 모두 부분적 핵실험 금지 조약에 의해 금지된다. 밀폐된 수직갱과 터널은 지하이며, PTBT에서도 유용하게 사용되었다. 의도적인 분화구 실험은 경계선에 있으며; 조약 하에 발생했고, 가끔 항의를 받았으며, 실험이 평화적 사용으로 선언된 경우 일반적으로 간과되었다.
6. ↑  무기 개발, 무기 효과, 안전 시험, 운송 안전 시험, 전쟁, 과학, 공동 검증 및 산업/평화적 목적을 포함하며, 이는 더 세분화될 수 있다.
7. ↑  알려진 경우 실험 품목의 명칭, "?"는 이전 값에 대한 불확실성을 나타내고, 특정 장치의 별칭은 따옴표로 표시된다. 이 정보 범주는 종종 공식적으로 공개되지 않는다.
8. ↑  톤, 킬로톤, 메가톤 단위의 추정 에너지 핵출력. 1톤의 TNT 환산은 4.184 기가줄(1 기가칼로리)로 정의된다.
9. ↑  알려진 경우, 즉시 방출되는 중성자를 제외한 대기로의 방사성 방출. 측정된 물질은 요오드-131만 언급된 경우에 한하며, 그렇지 않으면 모든 물질이다. 항목이 없으면 알 수 없음을 의미하며, 지하인 경우 아마도 없을 것이고 그렇지 않으면 "모든" 것이며; 알려진 경우 현장 또는 현장 외에서 측정되었는지에 대한 표기와 방출된 방사능의 측정량을 나타낸다.

## 갤러리

버스터-쟁글 찰리, 14킬로톤.
버스터-쟁글 이지, 31킬로톤.
버스터-쟁글 베이커, 3.5킬로톤.
버스터-쟁글 슈가, 1.2킬로톤.